# Lista över Europeiska unionens ambassadörer
Denna lista över Europeiska unionens ambassadörer innefattar samtliga ambassadörer som unionen har i tredjeländer och internationella organisationer. Innan Lissabonfördragets ikraftträdande representerades unionen av den medlemsstat som innehade ordförandeskapet i Europeiska unionens råd samt av Europeiska kommissionens delegationer. Genom Lissabonfördraget uppgraderas kommissionens delegationer till representationer för unionen i sin helhet. Varje representation leds av en ambassadör och har till uppgift att sköta unionens internationella förbindelser med en specifik stat eller internationella organisation.

## Lista

### Ambassadörer till tredjeländer
| Värdstat                     | Säte              | Ambassadör                       | Tillträdde | Kommentarer |
| ---------------------------- | ----------------- | -------------------------------- | ---------- | --- |
| Afghanistan                  | Kabul             | Franz-Michael Skjold Mellbin     | 2013       | Vygaudas Ušackas (2009–13)                                                                                       |
| Albanien                     | Tirana            | Romana Vlahutin                  | 2014       | Ettore Sequi (2010–14)                                                                                           |
| Algeriet                     | Alger             | Marek Skolil                     | 2012       | |
| Angola                       | Luanda            | Gordon Kricke                    | 2013       | Javier Puyol-Piñuela (2009–13)                                                                                   |
| Argentina                    | Buenos Aires      | José Ignacio Salafranca          | 2014       | Alberto Diez Torres (2010–14)                                                                                    |
| Armenien                     | Jerevan           | Andrea Joana-Maria Wiktorin      | 2019       | Traian Hristea (2011–15), Piotr Antoni Świtalski (2015–19)                                                       |
| Australien                   | Canberra          | Sem Fabrizi                      | 2013       | David Daly 2009-2013                                                                                             |
| Azerbajdzjan                 | Baku              | Malena Mard                      | 2013       | Roland Kobia (2009–13)                                                                                           |
| Bangladesh                   | Dhaka             | Pierre Mayaudon                  | 2014       | William Hanna (2010–14).                                                                                         |
| Barbados                     | Bridgetown        | Daniela Tramacere                | 2016       | Mikael Barfod (2012–16).                                                                                         |
| Vitryssland                  | Minsk             | Andrea Joana-Maria Wiktorin      | 2015       | Maira Mora (2011–15)                                                                                             |
| Benin                        | Cotonou           | Oliver Nette                     | 2017       | |
| Bosnien och Hercegovina      | Sarajevo          | Lars-Gunnar Wigemark             | 2015       | Även ackrediterad som EU:s särskilda representant Peter Sørensen (2011–15)                                       |
| Botswana                     | Gaborone          | Alexander Baum                   | 2014       | Gerard McGovern (2010–14)                                                                                        |
| Brasilien                    | Brasília          | Joao Cravinho                    | 2015       | Ana Paula Zacarias (2011–15)                                                                                     |
| Burkina Faso                 | Ouagadougou       | Jean Lamy                        | 2015       | Alain Holleville (2011–15)                                                                                       |
| Burundi                      | Bujumbura         | Patrick Spirlet                  | 2013       | Stephane De Loecker (2009–13)                                                                                    |
| Kambodja                     | Phnom Penh        | George Edgar                     | 2015       | Jean-Francois Cautain (2011–15)                                                                                  |
| Kamerun                      | Yaoundé           | Françoise Collet                 | 2013       | |
| Kanada                       | Ottawa            | Marie-Anne Coninsx               | 2013       | Matthias Brinkmann (2009–13)                                                                                     |
| Centralafrikanska republiken | Bangui            | Jean-Pierre Reymondet-Commoy     | 2013       | |
| Tchad                        | N'Djamena         | Denisa-Elena Ionete              | 2015       | Hélène Cave (2010–15)                                                                                            |
| Chile                        | Santiago de Chile | Stella Zervoudaki                | 2016       | Rafael Dochao Moreno (2012–16)                                                                                   |
| Kina                         | Peking            | Hans Dietmar Schweisgut          | 2014       | Markus Ederer (2010–14)                                                                                          |
| Colombia                     | Bogotá            | Ana Paula Zacarias               | 2015       | Maria van Gool (2011–15)                                                                                         |
| Kongo-Brazzaville            | Brazzaville       | Saskia De Lang                   | 2014       | Marcel van Opstal (2010–14)                                                                                      |
| Kongo-Kinshasa               | Kinshasa          | Jean Michel Dumond               | 2016       | Tomáš Uličný (2011–16)                                                                                           |
| Kuba                         | Havanna           | Herman Portocarrero              | 2012       | |
| Dominikanska republiken      | Santo Domingo     | Alberto Navarro                  | 2013       | |
| Ecuador                      | Quito             | Marianne Van Steen               | 2016       | Peter Schwaiger (2012–16)                                                                                        |
| Egypten                      | Kairo             | Reinhold Brender a.i.            | 2016       | James Moran (2012–16)                                                                                            |
| El Salvador                  | San Salvador      | Jaume Segura Socias              | 2013       | Stefano Gatto (2009–13)                                                                                          |
| Eritrea                      | Asmara            | Christian R. Manahl              | 2014       | Marchel Germann                                                                                                  |
| Fiji                         | Suva              | Andrew Jacobs                    | 2013       | Abdoul M'Bayé (2011–13)                                                                                          |
| Gabon                        | Libreville        | Helmut Kulitz                    | 2015       | Cristina Martins Barreira (2011–15)                                                                              |
| Georgien                     | Tbilisi           | János Herman                     | 2014       | Philip Dimitrov (2010–14)                                                                                        |
| Ghana                        | Accra             | William Hanna                    | 2014       | Claude Maerten (2010–14)                                                                                         |
| Guatemala                    | Guatemala City    | Stefano Gatto                    | 2016       | Stella Zervoudaki (2011–16)                                                                                      |
| Guinea                       | Conakry           | Gerardus Gielen                  | 2014       | Philippe Van Damme (2010–14)                                                                                     |
| Guinea-Bissau                | Bissau            | Victor Madeira dos Santos        | 2015       | Joaquin Gonzalez-Ducay (2011–15)                                                                                 |
| Guyana                       | Georgetown        | Jernej Videtič                   | 2015       | Robert Kopecky (2011–15) EU-ambassadör även ackrediterad till Surinam                                            |
| Haiti                        | Port-au-Prince    | Vincent Degert                   | 2015       | Javier Niño (2012–15)                                                                                            |
| Honduras                     | Tegucigalpa       | Ketil Karlsen                    | 2013       | Peter Versteeg (2009–13)                                                                                         |
| Hongkong                     | Hongkong          | Carmen Cano                      | 2016       | Ackrediterad som beskickningschef Vincent Piket (2012–16)                                                        |
| Island                       | Reykjavik         | Matthias Brinkmann               | 2013       | |
| Indien                       | New Delhi         | Tomasz Kozlowski                 | 2016       | Joao Cravinho (2012 -16)                                                                                         |
| Indonesien                   | Jakarta           | Vincent Guérend                  | 2015       | Olof Skogg a.i. (2014–15)                                                                                        |
| Irak                         | Bagdad            | Patrick Simonnet                 | 2016       | Jana Hybášková (2012–16)                                                                                         |
| Israel                       | Tel Aviv          | Lars Faaborg-Andersen            | 2013       | Andrew Standley (2009–13)                                                                                        |
| Elfenbenskusten              | Abidjan           | Jobst von Kirchmann              | 2018       | Jean-François Vallette                                                                                           |
| Jamaica                      | Kingston          | Malgorzata Wasilewska            | 2016       | Paola Amadei (2012–16)                                                                                           |
| Japan                        | Tokyo             | Viorel Isticioaia Budura         | 2014       | Hans Dietmar Schweisgut (2010–14)                                                                                |
| Jordanien                    | Amman             | Andrea Matteo Fontana            | 2015       | Joanna Wronecka (2010–15)                                                                                        |
| Kazakstan                    | Astana            | Aurelia Bouchez                  | 2011       | |
| Kenya                        | Nairobi           | Stefano Antonio Dejak            | 2015       | Lodewijk Briët (2011–15)                                                                                         |
| Sydkorea                     | Seoul             | Gerhard Sabathil                 | 2015       | Tomasz Kozłowski (2011–15)                                                                                       |
| Kosovo                       | Pristina          | Nataiiya Apostolova              | 2016       | Ackrediterad som beskickningschef och EU:s särskilda representant Samuel Žbogar (2011–16)                        |
| Laos                         | Vientiane         | Leo Faber                        | 2016       | |
| Liberia                      | Monrovia          | Tina Intelmann                   | 2014       | Attilio Pacifici (2010–14)                                                                                       |
| Libyen                       | Tripoli           | Bettina Muscheidt                | 2012       | Nataliya Apostolova (2012–16)                                                                                    |
| Libanon                      | Beirut            | Christina Lassen                 | 2014       | Angelina Eichhorst (2010–14)                                                                                     |
| Nordmakedonien               | Skopje            | Samuel Žbogar                    | 2016       | Aivo Orav (2012–16)                                                                                              |
| Malaysia                     | Kuala Lumpur      | Maria Castillo Fernández         | 2016       | Luc Vandebon (2012–16)                                                                                           |
| Malawi                       | Lilongwe          | Marchel Gerrmann                 | 2014       | Alexander Baum (2010–14)                                                                                         |
| Mali                         | Bamako            | Alain Holleville                 | 2015       | Richard Zink (2011–15)                                                                                           |
| Mauritius                    | Port Louis        | Marjaana Sall                    | 2015       | H-S. Gerstanlauer (2013–15)                                                                                      |
| Mauretanien                  | Nouakchott        | José Antonio Sabadell            | 2013       | Hans-Georg Gerstenlauer (2009–13)                                                                                |
| Mexiko                       | Mexico City       | Andrew Standley                  | 2013       | Marianne Coninskk (2009–13)                                                                                      |
| Moçambique                   | Maputo            | Sven Kühn von Burgsdorff         | 2014       | Paul Malin (2011–2014)                                                                                           |
| Burma                        | Rangoon           | Kristian Schmidt                 | 2017       | Roland Kobia (2013-17)                                                                                           |
| Namibia                      | Windhoek          | Jana Hybášková                   | 2015       | Raúl Fuentes Milani (2010–15)                                                                                    |
| Nya Zeeland                  | Wellington        | Bernard Savage                   | 2016       | Mikalis Rokas (2012–16)                                                                                          |
| Nicaragua                    | Managua           | Kenny Bell                       | 2015       | Även ackrediterad till Panama och Centralamerikanska integrationssystemet. Javier Sandomingo, 2011–15            |
| Niger                        | Niamey            | Raul Mateus Paula                | 2013       | |
| Nigeria                      | Abuja             | Michel Arrion                    | 2013       | |
| Nepal                        | Katmandu          | Reesje Teerink                   | 2013       | Alexander Spachis (2007–13)                                                                                      |
| Norge                        | Oslo              | Helen Campbell                   | 2013       | |
| Pakistan                     | Islamabad         | Jean François Cautain            | 2015       | Lars-Gunnar Wigemark (2011–15), Stefano Gatto a.i. 2015                                                          |
| Papua Nya Guinea             | Port Moresby      | Ioannis Giogkarakis-Argyropoulos | 2015       | |
| Paraguay                     | Asunción          | Alessandro Palmero               | 2013       | |
| Peru                         | Lima              | Irene Horejis                    | 2013       | |
| Filippinerna                 | Manila            | Franz Jessen                     | 2014       | Guy Ledoux (2010–14)                                                                                             |
| Ryssland                     | Moskva            | Markus Ederer                    | 2013       | Vygaudas Ušackas (2013–2017)                                                                                     |
| Rwanda                       | Kigali            | Michael Ryan                     | 2013       | |
| Saudiarabien                 | Riyadh            | Adam Kulach                      | 2012       | Även ackrediterad till Bahrain, Kuwait, Oman, Qatar                                                              |
| Senegal                      | Dakar             | Joaquín González–Ducay           | 2015       | Dominique Dellicour (2010–15)                                                                                    |
| Serbien                      | Belgrad           | Michael Davenport                | 2013       | |
| Singapore                    | Singapore         | Michael Pulch                    | 2013       | Marc Ungeheuer                                                                                                   |
| Salomonöarna                 | Honiara           | Leonidas Tazapsidis              | 2014       | Även ackrediterad till Vanuatu                                                                                   |
| Sydafrika                    | Pretoria          | Marcus Cornaro                   | 2014       | Roeland van de Geer (2010–14)                                                                                    |
| Sri Lanka                    | Colombo           | Tung–Lai Margue                  | 2016       | David Daly (2013–16)                                                                                             |
| Storbritannien               | London            | João Vale de Almeida             | 2020       | |
| Sudan                        | Khartoum          | Jean Michel Dumond               | 2016       | Tomáš Uličný (2011–16)                                                                                           |
| Sydsudan                     | Juba              | Stefano De Leo                   | 2014       | Sven Kühn von Burgsdorff (2010–14)                                                                               |
| Swaziland                    | Mbabane           | Nicola Bellomo                   | 2013       | Amadou Traore (2009–13)                                                                                          |
| Schweiz                      | Bern              | Richard Jones                    | 2011       | |
| Taiwan                       | Taipei            | Madeleine Maiorenko              | 2015       | Ackrediterad som beskickningschef                                                                                |
| Tadzjikistan                 | Dusjanbe          | Hidajet Biščević                 | 2014       | Eduard Auer (2010–14)                                                                                            |
| Tanzania                     | Dar es-Salaam     | Roeland van de Geer              | 2015       | Filiberto Ceriani Sebregondi (2011–15)                                                                           |
| Thailand                     | Bangkok           | Jesús Miguel Sanz Escorihuel     | 2013       | |
| Togo                         | Lomé              | Nicolas Berlanga Martinez        | 2013       | |
| Trinidad och Tobago          | Port of Spain     | Arend Biesebroek                 | 2016       | |
| Tunisien                     | Tunis             | Patrice Bergamini                | 2016       | Laura Baeza (2012–16)                                                                                            |
| Turkiet                      | Ankara            | Nikolaus Meyer-Landrut           | 2020       | Jean-Maurice Ripert (2011-13), Stefano Manservisi (2014), Hansjörg Haber (2015–16), Christian Berger (2016-2020) |
| Förenade arabemiraten        | Abu Dhabi         | Patrizio Fondi                   | 2015       | Mihail Stuparu 2012–2014, Carlo De Filippi a.i 2015                                                              |
| Uganda                       | Kampala           | Attilio Pacifici                 | 2017       | Kristian Schmidt (2013-17)                                                                                       |
| Ukraina                      | Kiev              | Hugues Mingarelli                | 2016       | Jan Tombiński (2012–2016)                                                                                        |
| USA                          | Washington, D.C.  | David O'Sullivan                 | 2014       | João Vale de Almeida / More information                                                                          |
| Uzbekistan                   | Tasjkent          | Yuri Sterk                       | 2012       | |
| Uruguay                      | Montevideo        | Juan Fernández Trigo             | 2013       | |
| Venezuela                    | Caracas           | Aude Maio-Coliche                | 2013       | Antonio Cardoso Mota (2009–13)                                                                                   |
| Vietnam                      | Hanoi             | Bruno Angelet                    | 2015       | Franz Jessen (2011–15)                                                                                           |
| Jemen                        | Sanaa             | Antonia Calvo Puerta             | 2016       | Bettina Muscheidt (2012–16) / Nuvarande delegation är stationerad i Amman                                        |
| Zambia                       | Lusaka            | Alessandro Mariani               | 2015       | Gilles Hervio (2010–15)                                                                                          |
| Zimbabwe                     | Harare            | Timo Olkkonen                    | 2018       | Philippe Van Damme (2014–18)                                                                                     |

### Ambassadörer till internationella organisationer
| Organisation                | Säte        | Ambassadör                     | Tillträdde | Kommentarer                                                                                 |
| --------------------------- | ----------- | ------------------------------ | ---------- | ------------------------------------------------------------------------------------------- |
| Afrikanska unionen          | Addis Abeba | Ranieri Sabatucci              | 2015       | Tidigare Gary Quince (2011–15)                                                              |
| ASEAN                       | Jakarta     | Francisco Fontán Pardo         | 2015       |                                                                                             |
| Europarådet                 | Strasbourg  | Jari Vilen                     | 2014       |                                                                                             |
| Världshandelsorganisationen | Genève      | Mark Vanheukelen               | 2015       | Angelos Pangratis (2011–15)                                                                 |
| Förenta nationerna          | New York    | João Vale de Almeida           | 2015       | Thomas Mayr-Harting (2011–15)                                                               |
| Förenta nationerna          | Genève      | Peter Sørensen                 | 2014       | Mariangela Zappia (2011–14)                                                                 |
| Förenta nationerna          | Wien        | Didier Lenoir                  | 2015       | Györgyi Margit Martin Zanathy (2011–15)                                                     |
| UNESCO                      | Paris       | Maria Frankrikesca Spatolisano | 2012       | Även ackrediterad till OECD                                                                 |
| Vatikanstaten               | Rom         | Jan Tombiński                  | 2016       | Även ackrediterad till FAO, Malteserorden och San Marino. Laurence Argimon-Pistre (2012–16) |